# Corpus Christi (Texas)
Corpus Christi je město v Texasu, sídlo administrativy okresu Nueces (Nueces County). Jde o přístav ležící na pobřeží Mexického zálivu v oblasti nazývané Jižní Texas. Podle sčítání lidu z roku 2000 mělo město 277 454 obyvatel. Jméno, které město dostalo od Španělů, pochází z latiny a znamená Tělo Kristovo. Město je centrem římskokatolické diecéze Corpus Christi.
V červnu 2006 zde bylo otevřeno muzeum Mirador na památku zpěvačky hispánského původu Seleny, která zde byla zastřelena.
V roce 2017 toto město zasáhl hurikán Harvey.

## Demografie
Podle sčítání lidu z roku 2010 zde žilo 305 215 obyvatel.

### Rasové složení
- 80,9 % Bílí Američané
- 4,3 % Afroameričané
- 0,6 % Američtí indiáni
- 1,8 % Asijští Američané
- 0,1 % Pacifičtí ostrované
- 9,7 % jiná rasa
- 2,5 % dvě nebo více ras

Obyvatelé hispánského nebo latinskoamerického původu, bez ohledu na rasu, tvořili 59,7 % populace.

## Významní rodáci
- Farrah Fawcett (1947–2009), americká herečka a modelka[2]
- Brian Leetch (* 1968), bývalý americký hokejový obránce[3]
- Eva Longoria (* 1975), americká herečka a modelka[4]
- Jeremy Jordan (* 1984), americký herec a zpěvák[5]
- Kevin Abstract (* 1996), americký rapper a zpěvák[6]